# Caloparyphus atriventris
Caloparyphus atriventris is een vliegensoort uit de familie van de Stratiomyidae. De wetenschappelijke naam van de soort is voor het eerst geldig gepubliceerd in 1902 door Coquillett.